# Granlund en Kvarnsjön
Granlund en Kvarnsjön (Zweeds: Granlund och Kvarnsjön) is een småort in de gemeente Nyköping in het landschap Södermanland en de provincie Södermanlands län in Zweden. De småort heeft 188 inwoners (2005) en een oppervlakte van 210 hectare. Eigenlijk bestaat het småort uit twee plaatsen: Granlund en Kvarnsjön. Het småort wordt omringd door zowel landbouwgrond als bos en ligt aan verschillende kleine meren zoals het meer Kvarnsjön, ook loopt de Europese weg 4 vlak langs het småort. De stad Nyköping ligt zo'n veertig kilometer ten zuiden van Granlund en Kvarnsjön.